# Rathjensdorf
Rathjensdorf ist eine Gemeinde im Kreis Plön in Schleswig-Holstein.
Sie setzt sich aus den Ortsteilen Rathjensdorf, Theresienhof, Tramm und Neutramm zusammen.
Rathjensdorf liegt im Herzen der Region Holsteinische Schweiz und wurde 1963 als Schönstes Dorf ausgezeichnet.

## Geografie und Verkehr
Rathjensdorf liegt in der Nähe der Bundesstraße 430 etwa 2 km nördlich von Plön. Es handelt sich um ein Straßendorf, durch das die ca. 1 km lange Alte Dorfstraße führt. Im Trentmoor, entspringt die Kossau. Im äußersten Osten des Gemeindegebietes liegt das Waldgebiet Hohen Köhlen, das von der Bundesstraße 430 durchquert wird. Es reicht im Osten bis an den Schluensee, dessen Ufer dort die Gemeindegrenze bildet. Der östliche Teil des Hohen Köhlen im Gemeindegebiet ist Teil des europäischen  NATURA 2000-Schutzgebietes FFH-Gebiet Grebiner See, Schluensee und Schmarkau.

## Geschichte
Die Gemeinde Tramm wurde 1928 nach Auflösung des Gutsbezirkes Rixdorf gebildet. Am 1. Oktober 1949 wurde die Gemeinde Tramm in Rathjensdorf umbenannt.

## Politik

### Gemeindevertretung
Bei der Kommunalwahl am 14. Mai 2023 wurden insgesamt neun Sitze vergeben. Von diesen erhielt die Kommunale Wählergruppe Rathjensdorf fünf Sitze, die CDU drei Sitze und die SPD einen Sitz.

### Wappen
Blasonierung: „Von Rot und Gold schräglinks geteilt. Vorn ein oben abgeflachter silberner Topfhelm des 13. Jahrhunderts, besetzt mit zwei silbernen, außen mit Dornen besteckten Rädern (Helmzier), hinten ein vierblättriges grünes Kleeblatt.“

## Wirtschaft und Infrastruktur
Das Gemeindegebiet ist überwiegend landwirtschaftlich geprägt. Im Ortsteil Rathjensdorf befindet sich der Landgasthof Dörpskrog, der sich zu überörtlicher Bedeutung entwickelt hatte und 1991 von Karsten Lindemann in dritter Generation übernommen wurde.
1963 wurde am östlichen Ortseingang in einer ehemaligen Kiesgrube ein circa 5000 m² großer Schulwald eingerichtet, der sich noch heute in einem gut gepflegtem Zustand präsentiert. Am Rande des Schulwaldes befindet sich ein Ehrenmal für die Gefallenen der Kriege. Beide Einrichtungen sind auf die vielfältigen Aktivitäten des ehemaligen Dorfschullehrers Heinz Petersen zurückzuführen. Südlich des Schulwaldes befindet sich eine Beobachtungsstation der „Projektgruppe Seeadlerschutz“.

## Bildung
Der Schulbetrieb der zuletzt einklassigen Grundschule wurde zum Schuljahr 1975/76 eingestellt, die Kinder werden seitdem in Plön eingeschult.
In dem ehemaligen Schulgebäude von Rathjensdorf wurde 1996 ein Kindergarten eingerichtet, der gemeinsam mit der Nachbargemeinde Lebrade betrieben wird.

## Kirche
Rathjensdorf gehört zur ev.-luth. Kirchengemeinde Lebrade.

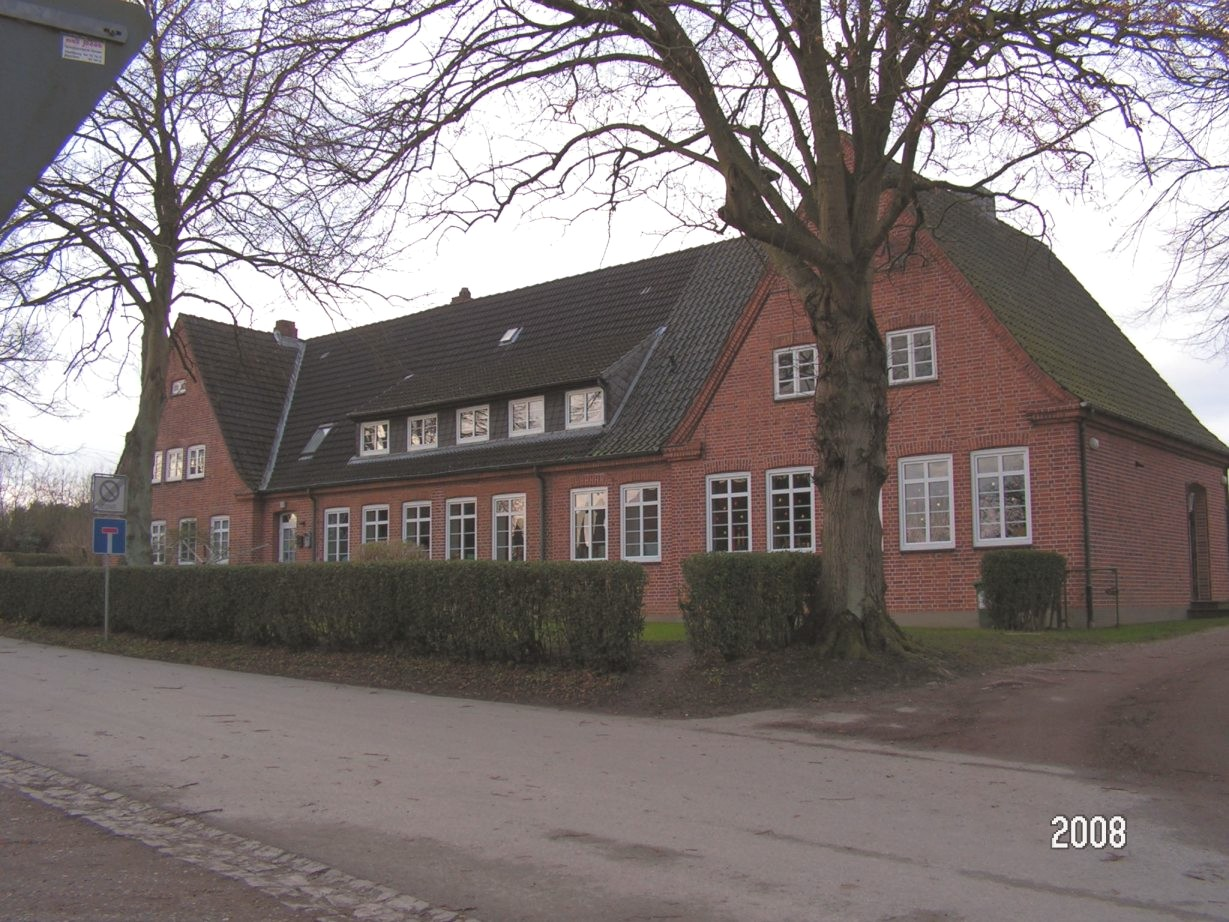
Ehemaliges Schulgebäude, heute Kindergarten
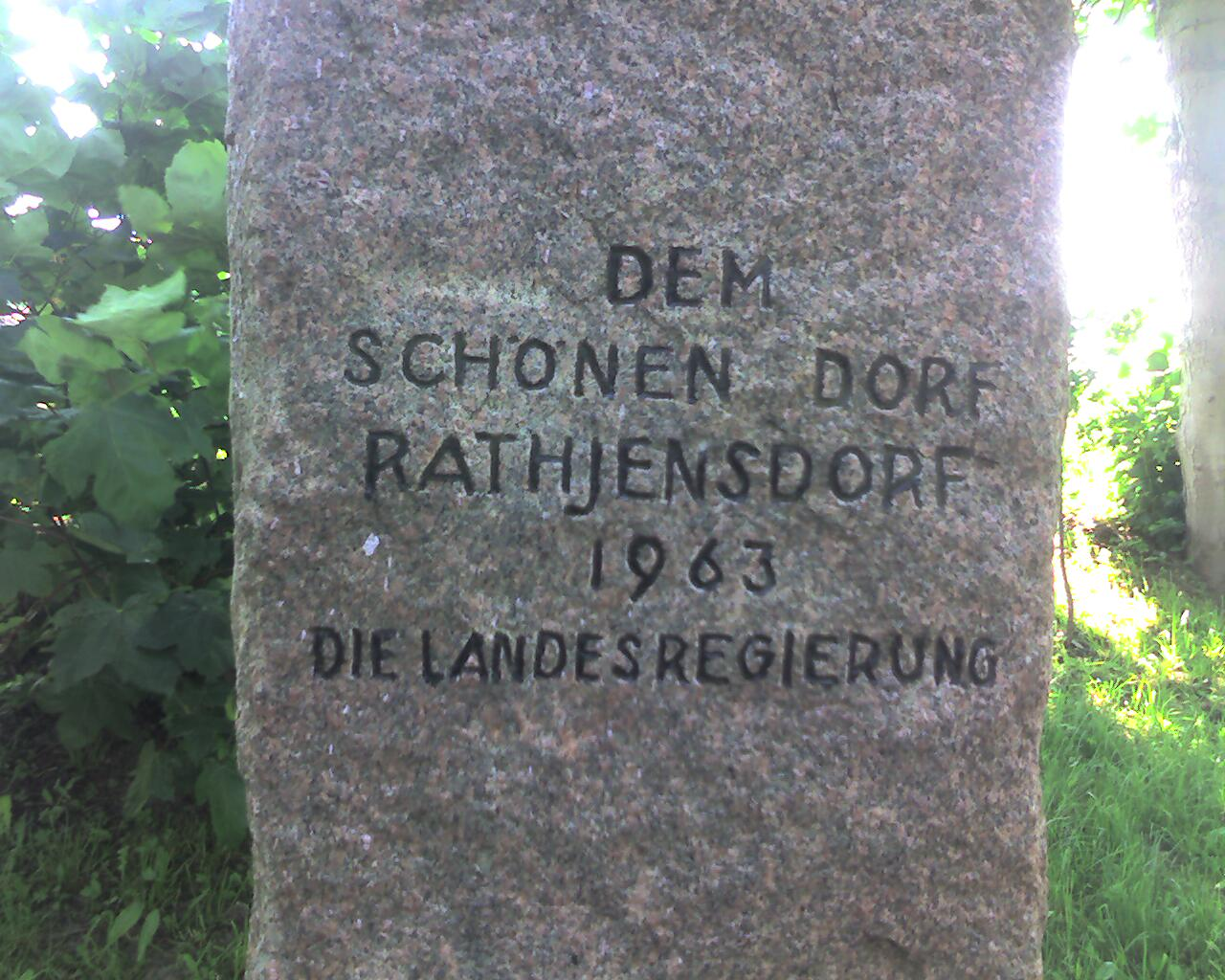
Auszeichnung
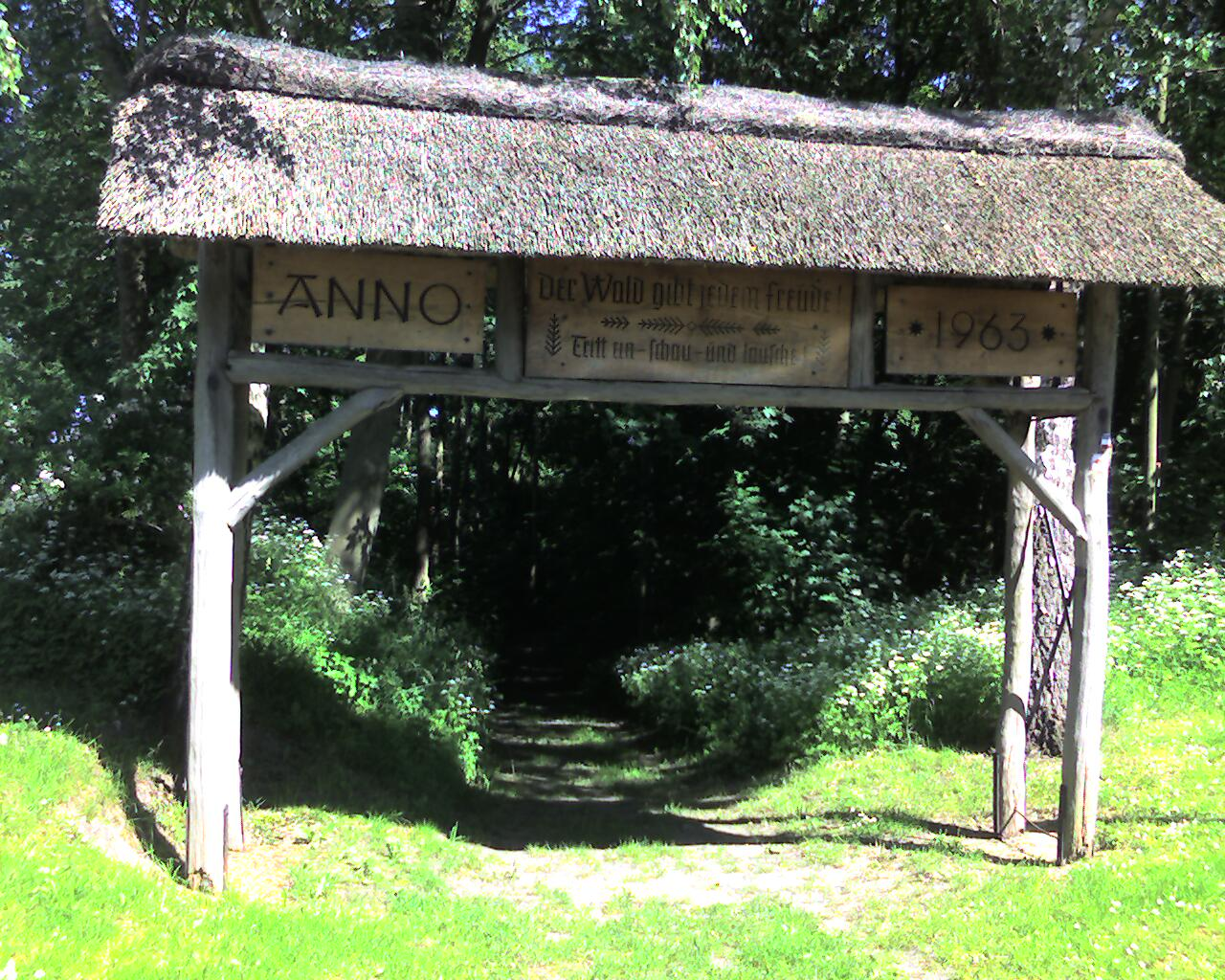
Eingang zum Rathjensdorfer Schulwald
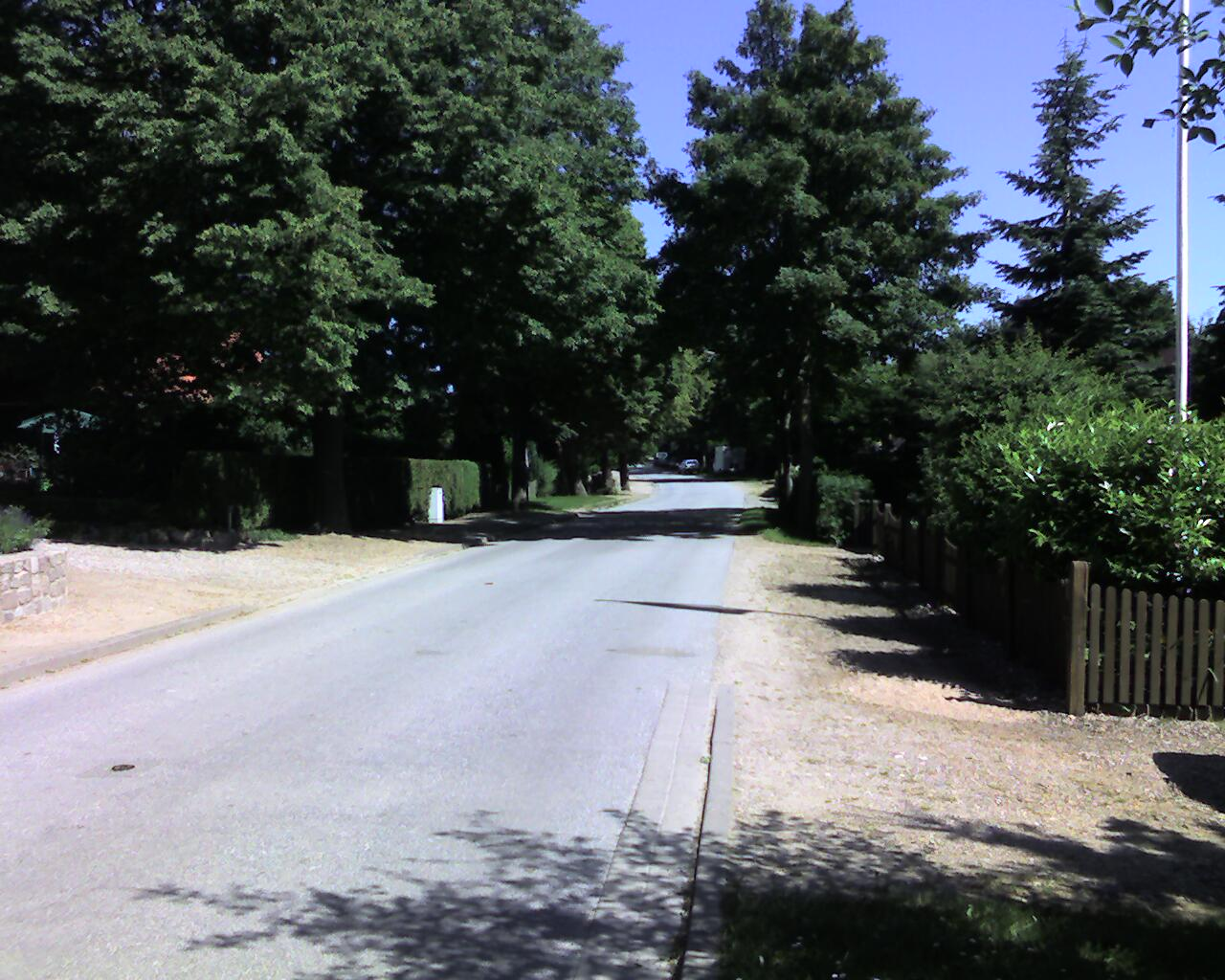
Blick in die alte Dorfstraße von Westen